# 庫薩雷區
庫薩雷區是阿塞拜疆的一個區，位於該國東北部高加索山脈北麓，北接俄羅斯達吉斯坦共和國。面積1,542平方公里，1993年人口83,598人。首府庫薩雷。
1930年設區。